# Skärstad
Skärstad is een plaats en gemeentedeel in de gemeente Jönköping in het landschap Småland en de provincie Jönköpings län in Zweden. De plaats heeft 309 inwoners (2005) en een oppervlakte van 22 hectare.